# 東山里 (樹林區)
24°58′58″N 121°23′37″E / 24.9827155°N 121.3935325°E
東山里位於臺灣新北市樹林區的中部，下轄20鄰。東山里是樹林區面積最大的里，面積約4.41平方公里。現人口約三千四百多人。臺鐵南樹林車站位於本里。

## 歷史沿革
東山里在清光緒元年（1875年）被劃分為臺北府淡水縣，後於光緒二十年（1894年）劃分成臺北府南雅廳海山堡山仔腳庄。
臺灣日治時期，臺灣總督府於明治三十四年（1901年）實施廳制，將東山里劃分為桃仔園廳（1903年改名桃園廳）三角湧支廳樹林區。大正九年（1920年）實施州制，三角湧支廳併入臺北州，成為臺北州海山郡鶯歌庄；昭和十五年（1940年）升格為鶯歌街。
臺灣戰後初期，臺灣省行政長官公署於民國三十四年（1945年）將日治時期的行政區劃改制成台北縣海山區鶯歌鎮東山里。民國三十五年（1946年）鶯歌鎮與樹林鎮分治，隸屬台北縣海山區樹林鎮。民國三十六年（1947年）海山區裁撤，改隸臺北縣樹林鎮。民國八十八年（1999年）升格為臺北縣樹林市東山里；民國九十九年（2010年）升格為新北市樹林區東山里至今。

## 地理
東山里位於樹林區中部，東北與坡內里接壤，東臨東昇里、東陽里、太順里、彭厝里，南方隔著大漢溪與北園里、東園里、土城區沛陂里相望，西與中山里、山佳里為界，西北面桃園市龜山區兔坑里和龍壽里。里內最高點為與龜山兔坑里、龍壽里為界的大棟山（又名龜崙山，405公尺），其屬於西部衝上斷層山地北段之加里山山脈山仔腳山塊。山仔腳山塊由於地勢略高，較不利於都市的發展。

## 交通

### 公路
- 市道114號（45.2k）[4]，為東山里的主要幹道。往東可達樹林市區、往西可至鶯歌地區。
- 東和街，入山道路，可至大棟山，越山後經桃8線可至龜山市區。

### 鐵路

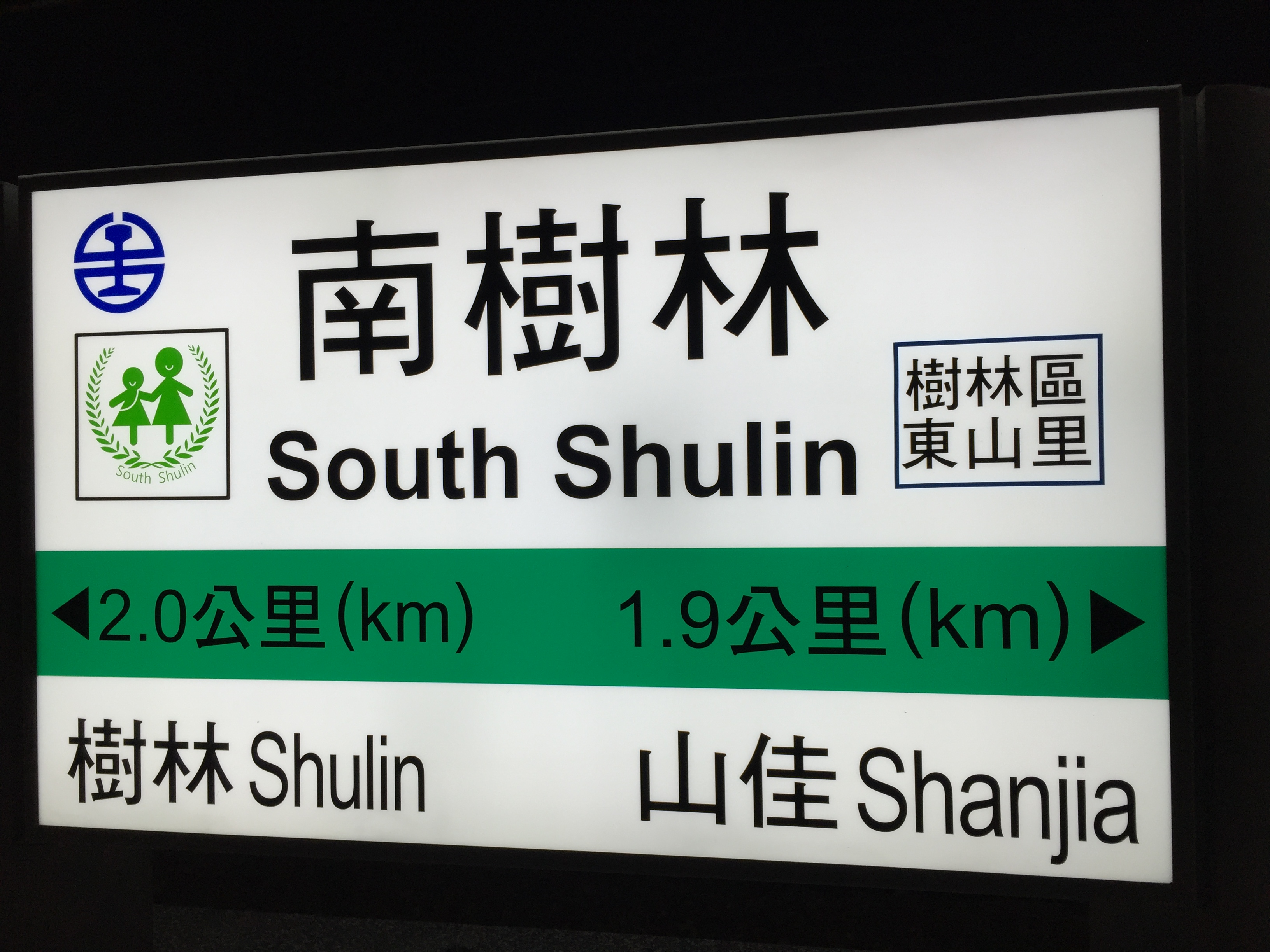
南樹林車站站牌

- 臺鐵縱貫線南樹林車站（42.9k），是因應臺鐵捷運化計畫中應運而生的一座通勤車站，2015年12月通車，為樹林區的第三座車站。

## 特色

### 樹林調車場
於民國八十六年（1997年）啟用，目的是取代民國八十四年（1995年）廢止的板橋客車場，為東部幹線之發車基地以及列車編組基地。長約1500公尺，寬介於80至170公尺之間，佔地約14.3公頃。

### 寺廟
該里有二座著名寺廟，分別為將軍廟和旨雲宮：旨雲宮主祀神像為開漳聖王；將軍廟中有一顆特別的石頭，相傳因過去該地區有許多小孩在此溺水，因而有里民在將軍廟中放置石頭，之後就少有意外發生。

### 大棟山
大棟山為本里最高點，為臺灣小百岳之一。山上設有一等三角點。山頂設有鐵塔，頗為醒目。風景優，可遠眺林口臺地及桃園市一帶。